# Liste der Mitglieder des Landtags von Mecklenburg-Vorpommern (1946–1952) 1. Wahlperiode
Diese Liste gibt einen Überblick über die Mitglieder des Landtages von Mecklenburg-Vorpommern in der Sowjetischen Besatzungszone in der 1. Wahlperiode vom 19. November 1946 bis zum 6. Oktober 1950.
Die Landtagswahl fand am 20. Oktober 1946 statt.

## Zusammensetzung
| Fraktion | Sitze |
| -------- | ----- |
| SED      | 45    |
| CDU      | 31    |
| LDP      | 11    |
| VdgB     | 3     |
| gesamt   | 90    |

## Präsidium
- Präsident des Landtags
 Carl Moltmann (SED)
- 1. Vizepräsident:
Reinhold Lobedanz (CDU)
- 2. Vizepräsident:
 Kurt Kröning (LDP)
- 3. Vizepräsidentin:
 Herta Geffke (SED)
- 1. Schriftführer:
 Friedrich Wehmer (VdgB)
- 2. Schriftführer:
 Annemarie von Harlem (CDU)
Willy Ruthenberg (CDU) ab Oktober 1948
- 3. Schriftführer:
 Erich Glückauf (SED)

## Fraktionsvorsitzende
- Fraktion der SED
 Kurt Bürger
- Fraktion der CDU
 Werner Jöhren
- Fraktion der LDP
 Paul Friedrich Scheffler
Friedrich Stratmann ab November 1947
- Fraktion der VdgB
Ernst Goldenbaum

## Abgeordnete
| Name                     | Fraktion | Anmerkungen. |
| ------------------------ | -------- | --- |
| Wili Abraham             | CDU      | Mitglied ab dem 1. Februar 1949, nachgerückt für Gerhard Lenski                                                                            |
| Erwin Alex               | SED      | |
| Max Bauer                | SED      | |
| Wilhelm Bick             | SED      | |
| Gustav Bergmann          | LDP      | |
| Rudolf Birnbaum          | SED      | Mitglied ab dem 19. Dezember 1946, nachgerückt für Alfred Starosson Mandatsniederlegung am 23. September 1948 aus gesundheitlichen Gründen |
| Ernst Boberg             | SED      | Mitglied ab dem 3. Oktober 1949, nachgerückt für Bernhard Pfaffenzeller                                                                    |
| Waldemar Borde           | SED      | |
| Willi Bredel             | SED      | |
| Kurt Bürger              | SED      | |
| Franz Dahlem             | SED      | |
| Helmut Damke             | SED      | Mitglied ab dem 3. Oktober 1949, nachgerückt für Albert Schulz                                                                             |
| Max Fank                 | SED      | ausgeschieden am 3. Oktober 1949 wegen Aberkennung des Mandats                                                                             |
| Friedrich Fellenberg     | SED      | Mitglied ab dem 19. Dezember 1946, nachgerückt für Wilhelm Höcker                                                                          |
| Maria Fink               | SED      | |
| Franz Fischer            | CDU      | ausgeschieden am 12. Januar 1948 aus gesundheitlichen Gründen                                                                              |
| Erhard Forgbert          | SED      | |
| Herbert Freitag          | CDU      | |
| Hans Fröhmcke            | LDP      | verstorben am 6. November 1947 |
| Hans Fuchs               | SED      | |
| Paul Gaumitz             | LDP      | Mitglied ab dem 27. November 1947, nachgerückt für Hans Fröhmcke                                                                           |
| Herta Geffke             | SED      | Abgeordnete bis 1947 |
| Edmund Geißler           | LDP      | |
| Adolf Giese              | VdgB     | Mitglied ab dem 1. September 1949, nachgerückt für Wilhelm Schritt                                                                         |
| Erich Glückauf           | SED      | |
| Erich Gniffke            | SED      | ausgeschieden am 4. November 1948 wegen Flucht in die Westzone                                                                             |
| Ernst Goldenbaum         | VdgB     | |
| Margarete Goldenbaum     | SED      | |
| Ernst Greese             | CDU      | |
| Elisabeth Griehl         | SED      | |
| Wilhelm Großkopf         | SED      | Mitglied ab dem 15. November 1948, nachgerückt für Erich Gniffke                                                                           |
| Karl Groth               | SED      | Mitglied ab dem 8. April 1948, nachgerückt für Bernhard Quandt                                                                             |
| Rudolf Haaker            | CDU      | |
| Clara Hacker             | SED      | |
| Annemarie von Harlem     | CDU      | ausgeschieden am 6. September 1948 wegen Übersiedelung nach Bielefeld aus beruflichen Gründen                                              |
| Paul Härtel              | SED      | |
| Fritz Hell               | SED      | |
| Kurt Herzog              | CDU      | |
| Bruno Hirschberg         | CDU      | Mitglied ab dem 21. Januar 1948, nachgerückt für Franz Fischer                                                                             |
| Wilhelm Höcker           | SED      | Mandat nicht angetreten wegen Berufung zum Ministerpräsidenten                                                                             |
| Emmi Hückstädt           | SED      | |
| Eugen Jacobs             | CDU      | |
| Werner Jöhren            | CDU      | ausgeschieden am 18. November 1948 wegen Flucht in die Westzone                                                                            |
| Erich Frank              | CDU      | |
| Karl-Heinz Kaltenborn    | CDU      | |
| Herbert Kaphengst        | CDU      | |
| Xaver Karl               | SED      | |
| Otto Karsten             | CDU      | |
| Robert Keitel            | SED      | |
| Gertrud Kempe            | LDP      | |
| Hans Klein               | SED      | Mitglied ab dem 25. November 1947, nachgerückt für Hermann Witteborn                                                                       |
| Adolf Knipper            | CDU      | |
| Johannes Knorr           | CDU      | |
| Karl Koch                | CDU      | |
| Johannes Köhn            | SED      | |
| Walter Kolberg           | CDU      | |
| Ilse Kollwitz            | SED      | Mitglied ab dem 3. Oktober 1949, nachgerückt für Karl Moritz                                                                               |
| Ernst Kosegarten         | CDU      | |
| Kurt Kröning             | LDP      | |
| Josef Küchler            | CDU      | |
| Aenne Kundermann         | SED      | |
| Otto Last                | SED      | |
| Gerhard Lenski           | CDU      | ausgeschieden am 1. Januar 1949 wegen Flucht in die Westzone                                                                               |
| Eduard Lissner           | SED      | |
| Reinhold Lobedanz        | CDU      | |
| Anton Lorenz             | CDU      | Mitglied ab dem 9. Dezember 1948, nachgerückt für Werner Jöhren                                                                            |
| Adolf Lüben              | CDU      | |
| Hans Mahncke             | SED      | |
| Otto Möller              | VdgB     | Abgeordneter bis 1947 |
| Carl Moltmann            | SED      | |
| Karl Moritz              | SED      | ausgeschieden am 3. Oktober 1949 wegen Aberkennung des Mandats                                                                             |
| Walter Müller            | CDU      | |
| Margarete Müller         | CDU      | Am 21. September 1950 verhaftet und damit an der Mandatsausübung gehindert                                                                 |
| Rudolf Neubeck           | CDU      | |
| Luise Nierste            | SED      | |
| Willi Nudow              | SED      | Mitglied ab dem 19. Dezember 1946, nachgerückt für Hans Warnke                                                                             |
| Werner Oestreich         | SED      | Mitglied ab dem 13. Februar 1947, nachgerückt für Maria Reimer am 15. Januar 1949 verstorben                                               |
| Max Pagel                | SED      | Mitglied ab dem 27. April 1949, nachgerückt für Werner Oestreich                                                                           |
| Wilfried Parge           | CDU      | ausgeschieden am 4. November 1947 wegen Flucht in die Westzone                                                                             |
| Bernhard Pfaffenzeller   | SED      | ausgeschieden am 3. Oktober 1949 wegen Aberkennung des Mandats                                                                             |
| Anna-Maria Piontek       | CDU      | Mitglied ab dem 29. September 1948, nachgerückt für Annemarie von Harlem                                                                   |
| Paul Priesemann          | LDP      | Mitglied ab dem 13. März 1947, nachgerückt für H. Sieglerschmidt                                                                           |
| Bernhard Quandt          | SED      | ausgeschieden am 4. März 1948 wegen Berufung zum Minister                                                                                  |
| Ernst Quaschning         | SED      | Mitglied ab dem 29. September 1948, nachgerückt für Rudolf Birnbaum                                                                        |
| Paul Reichert            | CDU      | |
| Maria Reimer             | SED      | ausgeschieden am 12. Februar 1947 aus gesundheitlichen Gründen                                                                             |
| Günther Rienäcker        | SED      | |
| Gustav Röseler           | CDU      | |
| Willy Ruthenberg         | CDU      | |
| Otto Sadler              | CDU      | Mitglied ab dem 25. November 1947, nachgerückt für Wilfried Parge                                                                          |
| Paul Friedrich Scheffler | LDP      | ausgeschieden am 24. November 1948 wegen Flucht in die Westzone                                                                            |
| Ilse Schmidt             | CDU      | |
| Ida Schneider            | SED      | |
| Adalbert Schreiber       | CDU      | |
| Wilhelm Schritt          | VdgB     | 1948 Wechsel zur CDU-Fraktion; ausgeschieden am 1. August 1949 wegen Flucht in den Westen                                                  |
| Albert Schulz            | SED      | ausgeschieden am 3. Oktober 1949 wegen Flucht in die Westzone                                                                              |
| Erich Schulz             | SED      | |
| Karl Schwarz             | CDU      | |
| Heinrich Schwartze       | SED      | |
| Hellmut Sieglerschmidt   | LDP      | ausgeschieden am 10. Februar 1947 wegen Flucht in die Westzone                                                                             |
| Holdine Stachel          | SED      | Mitglied ab dem 3. Oktober 1949, nachgerückt für Max Fank                                                                                  |
| Alfred Starosson         | SED      | Mandatsniederlegung am 18. Dezember 1946 wegen Berufung zum Minister                                                                       |
| Hans-Gotthilf Strasser   | LDP      | Mitglied ab dem 6. Dezember 1948, nachgerückt für Paul-Friedrich Scheffler                                                                 |
| Friedrich Stratmann      | LDP      | |
| Maria Vollbrecht         | SED      | Mandatsniederlegung am 10. September 1947 wegen Entbindung                                                                                 |
| Hans-Jürgen Voß          | LDP      | |
| Otto Voß                 | SED      | ausgeschieden am 24. November 1947 wegen Flucht in die Westzone                                                                            |
| Emly Waterstraat         | SED      | Mitglied ab dem 1. Oktober 1947, nachgerückt für Maria Vollbrecht                                                                          |
| Hans Warscycek           | SED      | |
| Johannes Warnke          | SED      | am 13. 12 1946 Mandatsniederlegung wegen Berufung zum Minister                                                                             |
| Friedrich Wehmer         | VdgB     | |
| Karl Wendelburg          | LDP      | |
| Erich Wiesner            | SED      | Mitglied ab dem 25. November 1947, nachgerückt für Otto Voß                                                                                |
| Hermann Witteborn        | SED      | ausgeschieden am 8. November 1947 durch Flucht in die Westzone                                                                             |
| Siegfried Witte          | CDU      | |
| Frieda Wollermann        | SED      | |

## Weblink
- Wer war wer in der DDR?